# Nöjesparken, Varberg

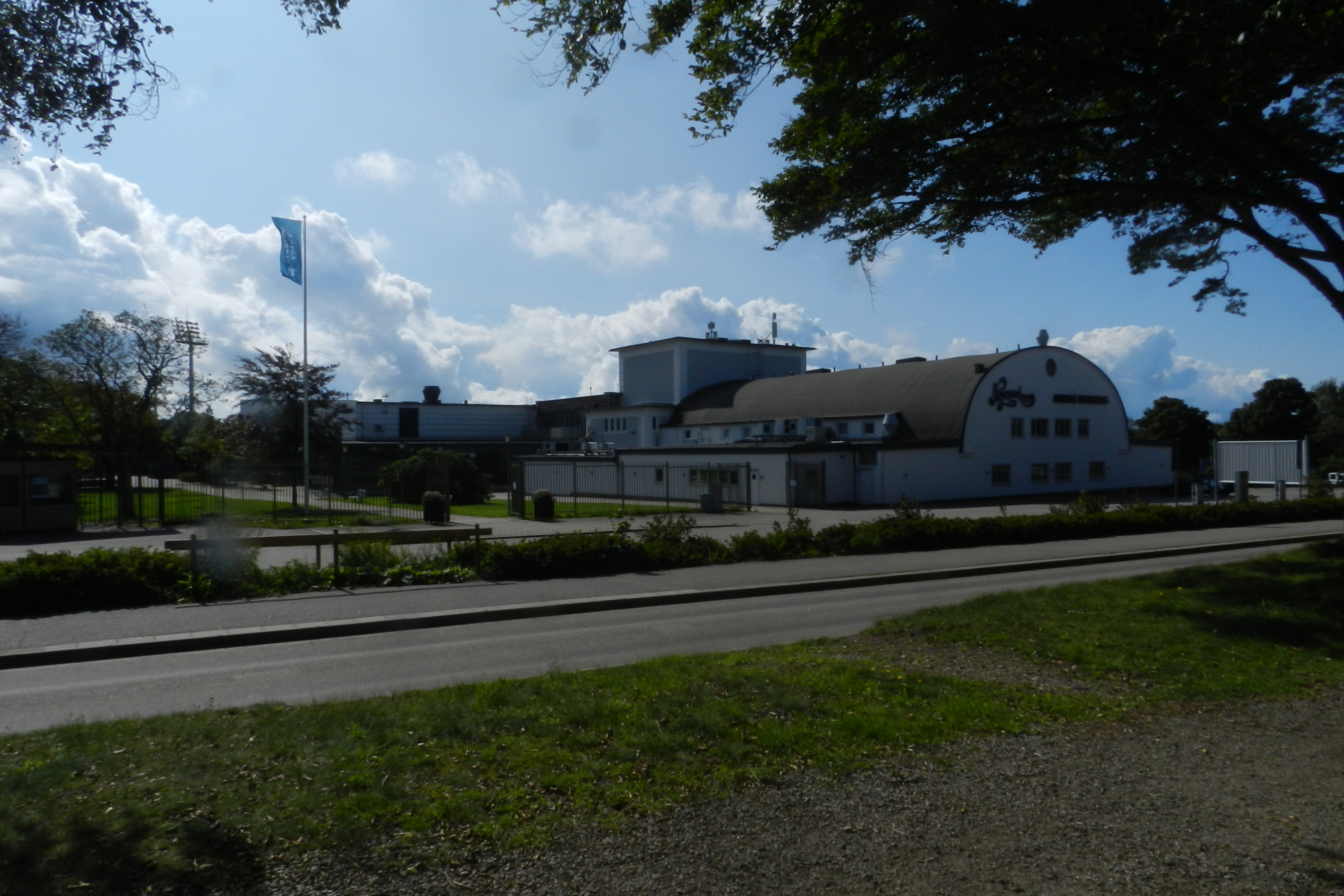
Nöjesparken och Arena Varberg, augusti 2023.

Nöjesparken är namnet på folkparken i Varberg, naturskönt belägen intill Påskbergsskogen och granne med Påskbergsvallen. Parken kostade 116 341 kronor att bygga och invigdes på Valborgsmässoafton 1932. Den inrymde två dansbanor, utomhusscen och serveringsterrass, en teaterbyggnad invigdes 6 oktober 1936. 

## Historik
Redan 1912 fanns det en park som kallades folkpark men den låg på annan plats. När planerna på en ny folkpark vid Påskberget kom upp ville man bidra till att höja publikens bildning genom att satsa på en omfattande teaterverksamhet. I teatern skulle genom åren många föreställningar ges av opera, operett och talteater. Till artister som framträtt i Nöjesparken hör Jussi Björling, Duke Ellington, Edvard Persson, Zarah Leander, Alice Babs, Svend Asmussen, Gösta Ekman, Snoddas och Karl-Gerhard. Nöjesparken höll sig även med en egen barnteaterensemble och lokalen användes dessutom till idrottsevenemang som brottning och bordtennis.  
Teatern integrerades 2004 med den nybyggda Sparbankshallen och gavs då namnet Nöjeshallen. 
Serveringsterrassen är borta liksom Polketten, den gamla dansbanan, medan den moderna dansbanan inglasats och används vid mässor och liknande. Utescenen har ersatts av en modern sådan, där bland annat Fästningsspelens efterföljare 1 2 3 Schtunk framträder sommartid.